# Condado de Artal
El condado de Artal es un título nobiliario español creado por el rey Alfonso XIII en favor de José Artal y Mayoral Sentís y Roig, jefe superior de Administración Civil y presidente de la Cámara de Comercio Española en Buenos Aires, mediante real decreto del 22 de enero de 1912 y despacho expedido el 11 de julio del mismo año.
En 1981 fue rehabilitado por el rey Juan Carlos I en favor de Carmen Vila y Artal.

## Condes de Artal
|                                  | Titular                            | Periodo                   |
| Creación por Alfonso XIII        | Creación por Alfonso XIII          | Creación por Alfonso XIII |
| -------------------------------- | ---------------------------------- | ------------------------- |
| I                                | José Artal y Mayoral Sentís y Roig | 1912-1918                 |
| Rehabilitación por Juan Carlos I |                                    |                           |
| II                               | Carmen Vila y Artal                | 1981-1988                 |
| III                              | José Luis Egea y Vila              | 1991-hoy                  |

## Historia de los condes de Artal
- José Artal y Mayoral Sentís y Roig (Tarragona, 9 de junio de 1862-San Sebastián, 18 de abril de 1918), I conde de Artal, caballero de la Orden de Carlos III (1901), comendador de la Orden de Isabel la Católica (1902).[3]

Casó en 1886, en Montevideo, con Carmen Adena, hija de emigrantes catalanes.
Después de una solicitud cursada el 16 de marzo de 1973, el título fue rehabilitado por decreto del 10 de abril de 1981 (BOE del 11 de julio) en favor de Carmen Vila y Artal, quien sucedió el día 29 del mismo mes:
- Carmen Vila y Artal (m. 1988), II condesa de Artal.

El 17 de septiembre de 1991, previa orden del 16 de mayo para que se expida la correspondiente carta de sucesión (BOE del 15 de junio), le sucedió su sobrino:
- José Luis Egea y Vila, III conde de Artal.